# 第一飛騨川橋梁
第一飛騨川橋梁（だいいちひだがわきょうりょう）は、岐阜県加茂郡白川町の飛騨川に架かる高山本線の橋梁である。
白川口駅と鷲原信号場の間（駅では白川口駅と下油井駅の間）に架かる単線の鉄道橋であり、飛騨川に架かる高山本線の橋梁では一番下流（起点側）になる。

## 概要
- 供用：1928年（昭和3年）
- 延長：285.1m（高山本線の鉄橋の中で一番長い）
- 構造：単線上路プレートガーダー 13連
- 区間：白川口駅 - 鷲原信号場（白川口駅 - 下油井駅）

## 鉄道写真の撮影スポット
鉄道写真の撮影場所として知られている。ここで撮影されたワイドビューひだなどのオレンジカードも多数発売されていて、鉄道関連書籍の高山本線の紹介ページには必ずと言っていいほどここで撮影された写真が掲載されている。基本的に国道41号の歩道から撮影する。1990年代半ば頃までは白川口駅側の山の斜面に登り、線路が見える位置から列車を撮影することも可能であり、そのようなアングルから撮影されている写真も多数あるが、現在はコンクリートで固められてしまい、撮影は極めて困難な状態となっている。

## その他
- 橋脚は切石積であるが、鉄筋コンクリートを巻くことで補強が行われている。
- 飛騨川に架かる高山本線の橋梁は、24箇所（第一から第三飛騨川橋梁と第一から第二十一益田川橋梁）存在する。途中で飛騨川でなく益田川になっているのは、かつて飛騨川の名称は主に美濃国で使用された名称であり、飛騨国南部に位置する益田郡では主に益田川と呼んでいたからである。第一から第三飛騨川橋梁は旧美濃国の加茂郡白川町であるが、第一から第二十一益田川橋梁は旧飛騨国の下呂市、高山市にある。
- 1983年（昭和58年）9月に発売されたEPしんや修一『高山本線』のジャケット写真に第一飛騨川橋梁を渡るキハ82系の特急ひだが採用されている。鳳しん也と改名後の2003年（平成15年）9月21日にCDシングルとして発売された際にはこの鉄橋を渡るワイドビューひだの写真が採用された。